# Чероки (округ, Айова)
Че́роки (англ. Cherokee County) — округ в США, штате Айова. На 2000 год численность населения составляла 13 032 человек. По оценке бюро переписи населения США в 2009 году население округа составляло 11 409 человек. Окружным центром является город Чероки. Идентификатор округа 19035.

## История
Округ Чероки был сформирован 15 января 1851 года.

## География
Согласно данным Бюро переписи населения США площадь округа Чероки составляет 1494 км².

### Основные шоссе
- Шоссе 59
- Автострада 3
- Автострада 7
- Автострада 31
- Автострада 143

### Соседние округа
- О’Брайен  (север)
- Бьюна-Виста  (восток)
- Айда  (юг)
- Вудбери  (юго-запад)
- Плимут  (запад)

## Демография
По данным переписи населения 2000 года в округе проживало 13 032 жителей. Среди них 22,0 % составляли дети до 18 лет, 22,1 % люди возрастом более 65 лет. 50,9 % населения составляли женщины.
Национальный состав был следующим: 98,1 % белых, 0,5 % афроамериканцев, 0,2 % представителей коренных народов, 0,5 % азиатов, 2,5 % латиноамериканцев. 0,6 % населения являлись представителями двух или более рас.
Средний доход на душу населения в округе составлял $17934. 8,6 % населения имело доход ниже прожиточного минимума. Средний доход на домохозяйство составлял $45349.
Также 87,5 % взрослого населения имело законченное среднее образование, а 15,2 % имело высшее образование.